# 줌마렐라 녹색 관광열차
줌마렐라 녹색 관광열차는 2009년 7월 25일부터 2012년 5월 1일까지 코레일에서 운행하던 관광열차로, 주부들을 대상으로 다양한 프로그램을 펼치면서 여행한 내용이었다. 기존 무궁화호 구 특실전용 열차를 사용했으며, 무궁화호 등급으로 운영됐으나 2012년 5월 1일 객차의 내구년한 도래로 운행을 종료했다.

## 개요
줌마렐라의 녹색 기차여행으로 2009년 7월 25일 운행을 시작했다. 이 열차는 경기도, 충청남도, 충청북도, 전라남도, 전라북도, 경상남도, 경상북도, 강원도에서 주부 관광객들을 위한 관광열차였으며 한국철도공사 (코레일) CI 무궁화호 도색 차량에 전용 도안 스티커를 붙은 형태였다. 8량 1편성으로 운행했으며, 내부시설은 기존 무궁화호 도색 차량과 동일하지만 4호차에 노래방 시설, 이벤트용 좌석, 특산물 전시장 설치 등 약간의 개조를 했다.